# Distretto di Afyonkarahisar
Il distretto di Afyonkarahisar costituisce il distretto centrale della provincia di Afyonkarahisar, in Turchia.

## Geografia fisica
Il distretto confina con i distretti di İhsaniye, İscehisar, Çobanlar, Şuhut, Sinanpaşa e Altıntaş.

## Amministrazioni
Al distretto, oltre al centro capoluogo, appartengono 15 comuni e 31 villaggi.

### Comuni
| - Afyonkarahisar (centro) - Anıtkaya - Beyyazı - Büyükkalecik - Çayırbağ - Çıkrık | - Değirmenayvalı - Erkmen - Fethibey - Gebeceler - Işıklar | - Nuribey - Salar - Susuz - Sülümenli - Sülün |

### Villaggi
| - Akçin - Alcalı - Ataköy - Bayatcık - Bayramgazi - Belkaracaören - Bostanlı - Burhaniye - Çakırköy - Çavdarlı - Değirmendere | - Demirçevre - Erenler - Gözsüzlü - Halımoru - İsmailköy - Kaplanlı - Karaarslan - Kışlacık - Kızıldağ - Kozluca | - Köprülü - Küçükçobanlı - Küçükkalecik - Olucak - Omuzca - Saadet - Sadıkbey - Saraydüzü - Sarık - Yarımca |